# Нуакшот-Умтунси (аэропорт)
Международный аэропорт Нуакшот-Умтунси (араб. مطار نواكشوط الدولي - أم التونسي‎, фр. Aéroport international de Nouakchott-Oumtounsy, IATA: NKC, ICAO: GQNO) — международный аэропорт, обслуживающий столицу Мавритании, город Нуакшот. Он расположен в 25 километрах (16 миль) к северу от города. Аэропорт открылся в июне 2016 года в качестве замены международному аэропорту Нуакшота.

## История
Аэропорт спроектирован Омером Хуссу, он стал самым крупным строительным проектом Мавритании с 1960 года. Правительство Мавритании утвердило план 13 октября 2011 года, а местная компания Najah for Major Works (NMW) начала строительство в следующем месяце.
Аэропорт Умтунси открылся 23 июня 2016 года, во время 27-го саммита Лиги арабских государств в конце июля. Он заменяет международный аэропорт Нуакшота, который расположен в 25 километрах к югу в центре города. Международный рейс авиакомпании Mauritania Airlines из Зуэрата прибыл в 12:00 и стал первым, кто приземлился в аэропорту. Президент Мохамед Ульд Абдель-Азиз прибыл во второй половине дня, чтобы открыть аэропорт в связи с приземлением первого международного рейса Turkish Airlines из аэропорта Кемаля Ататюрка в Стамбуле.
Egis Group внедрила программу трансфера из аэропорта, которая предусматривала одновременное закрытие предыдущего аэропорта и открытие нового аэропорта для общественности в тот же день.

## Инфраструктура
Пассажирский терминал площадью 30 000 квадратных метров (320 000 квадратных футов) имеет 6 мостов для приёма реактивных самолётов и может обслуживать 2 миллиона пассажиров в год. Также есть специальный терминал для грузовых авиаперевозок и зона VIP-приёма.

### Взлётно-посадочные полосы
В аэропорту есть две взлётно-посадочные полосы:
- ВПП 06/24: 2400 × 45 метров (7874 × 148 футов)
- ВПП 16/34: 3400 × 60 метров (11 150 × 200 футов)

## Авиакомпании и направления вылетов
| Авиакомпания        | Пункты назначения                                                                |
| ------------------- | -------------------------------------------------------------------------------- |
| Air Algérie         | Алжир, Дакар                                                                     |
| Air France          | Конакри, Париж                                                                   |
| Air Senegal         | Дакар                                                                            |
| ASKY Airlines       | Конакри                                                                          |
| Binter Canarias     | Гран-Канария                                                                     |
| Mauritania Airlines | Абиджан, Бамако, Касабланка, Конакри, Дакар, Гран-Канария, Нема, Нуадибу, Зуэрат |
| Royal Air Maroc     | Касабланка                                                                       |
| Tunisair            | Тунис                                                                            |
| Turkish Airlines    | Стамбул                                                                          |

## Доступ
Международный аэропорт Нуакшот-Омтунси связан с городом Нуакшот дорогой Шейха Зайда.